# Première maison Welf

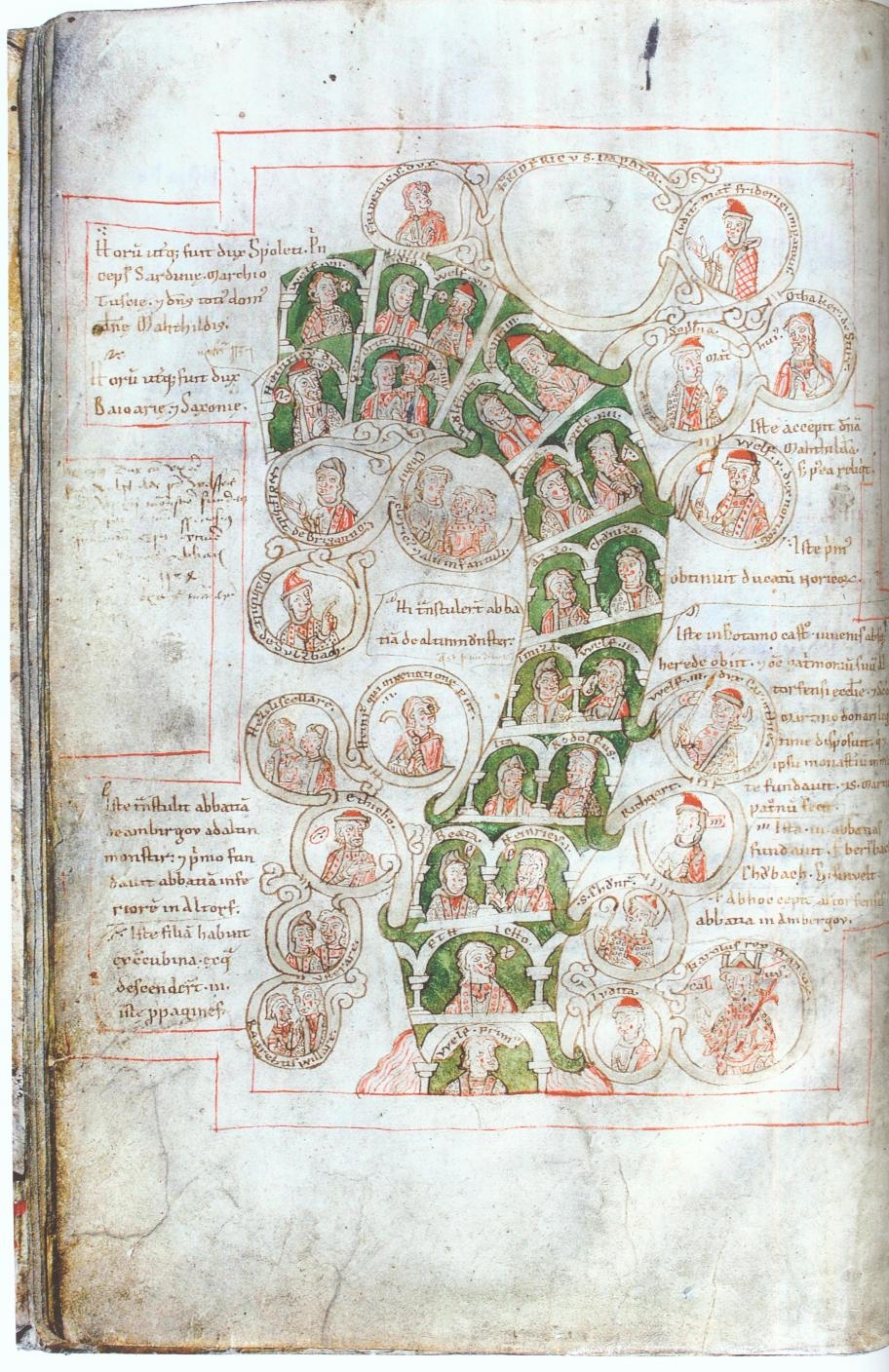
Arbre généalogique des Welf, enluminure de l'abbaye de Weingarten, XIIe siècle.

Ne doit pas être confondu avec Guelfe.
Les Welf (en allemand : Welfen) ou l'ancienne maison Welf forment une dynastie de la noblesse franque remontant à l'époque carolingienne du VIIIe siècle. La famille venait à l'origine du Maasgau et des domaines voisins sur les rives de la Moselle en Austrasie. Elle était en ligne directe avec la dynastie impériale des Carolingiens. 
Depuis le milieu du VIIIe siècle, les ancêtres des Welf étaient propriétaires autour de Weingarten (autrefois appelé Altdorf) sur la Schussen, dans l'actuelle région de Haute-Souabe. En 888, une ligne collatérale des Welf fut inféodée avec le royaume de Bourgogne. La branche aînée mâle s'éteignit à la mort de Welf III d'Altdorf, duc de Carinthie et margrave de Vérone, en 1055. Néanmoins, les descendants de sa sœur Cunégonde d'Altdorf et de son époux Alberto Azzo II d'Este, les maisons de Brunswick et de Hanovre dite aussi la « nouvelle maison Welf », forment l'une des plus anciennes familles de haute noblesse européenne encore existante.

## Histoire

### Légendes
Selon une légende familiale, le pedigree de la dynastie remonte à Edecon († 469), un prince des Skires à l'époque du roi Attila et père d'Odoacre. Il est probable qu'un certain Ruthard, mentionné à titre d'administrator franc en Alémanie après le procès de Cannstatt en 746, compte parmi les ancêtres de la famille.
L'origine du nom Welf (en italien : Guelfi) reste un mystère : vers la fin du Moyen Âge, une autre légende est née, selon laquelle un ancêtre, une comtesse dure et impitoyable, avait tenté de noyer ses enfants comme des chiots (Welpen en allemand). Documentée pour la première fois en 1485, cette fable, toutefois, est dépourvue de tout fondement historique comme la précédente.

### Filiation
Le comte éponyme Welf Ier, mentionné dans un acte de 819, le plus lointain ancêtre connu, joue un rôle actif durant le IXe siècle, liant le sort de sa famille à la dynastie carolingienne par le mariages de ses filles Judith avec l'empereur Louis le Pieux et Emma avec Louis II de Germanie, contribuant à renforcer son influence. La dynastie se perpétue avec son fils Conrad. Son autre, Rodolphe, devient abbé de Saint-Riquier.
Le petit-fils de Conrad, Rodolphe Ier, neveu de Hugues l'Abbé, marquis de Neustrie et beau-frère probable de Robert le Fort, est roi de Bourgogne en 888, faisant ainsi de son père l'ancêtre des rois de Bourgogne et de la dynastie dite des Rodolphiens. Le royaume de Bourgogne reste dirigé par la dynastie Welf jusqu'en 1032. 
À partir de Welf II d'Altdorf (mort en 1030), comte en Alémanie et en Bavière, la dynastie Welf étend son pouvoir en Allemagne, en concurrence avec les rois de Germanie. Welf III, devenu duc de Carinthie en 1047, meurt en 1055 sans héritier. Le fils de sa sœur et d'Alberto Azzo II d'Este hérite de ses possessions allemandes et prend le nom dynastique de Welf IV, ou Guelfe Ier de Bavière. La branche de la maison d'Este qu'il fonde est également appelée désormais « maison Welf ».

## Généalogie

### Welf bourguignons
- Welf Ier, seigneur d'Altdorf
× Heilwige de Saxe, abbesse de Chelles
  - Rodolphe (mort en 866), abbé de Saint-Riquier et de Jumièges
    - Conrad (mort en 882), comte de Paris et de Sens
    - Hugues
    - Welf (mort en 882), abbé de Sainte-Colombe de Sens

  - Judith (morte en 843)
× Louis le Pieux, empereur d'Occident (Carolingiens
  - Emma
× Louis le Germanique, fils de Louis le Pieux, roi de Francie orientale (Carolingiens)
  - Conrad Ier le Vieux (mort entre 862 et 866), comte de Paris et d'Auxerre, abbé laïc de Saint-Germain d'Auxerre et de Saint-Gall
× Adélaïde, fille du comte Hugues III de Tours et de la Haute Alsace (Étichonides)
    - Welf II (mort en 858), comte en Linzgau et en Alpgau
    - Hugues l'Abbé (mort en 886), archevêque de Cologne
    - Conrad II (mort en 876), duc de Bourgogne
      - Rodolphe Ier (mort en 911), duc puis roi de Bourgogne
        - Waldrade
× Boniface de Spolète
          - Willa
× Hubert de Toscane

        - Rodolphe II (mort en 937), roi de Bourgogne
× Berthe de Souabe
          - Conrad III le Pacifique (mort en 993), roi de Bourgogne
× 1) Adélaïde de Bellay
× 2) Mathilde de France
            - 1) Bouchard (mort en 1033), archevêque de Lyon
            - 1) Gisèle
× Henri le Querelleur, duc de Bavière
            - 2) Rodolphe III (mort en 1032), roi de Bourgogne
            - 2) Berthe
× 1) Eudes Ier, comte de Blois
× 2) Robert II le Pieux, roi des Francs

          - Adélaïde (morte en 999)
× 1) Lothaire d'Arles, roi d'Italie
× 2) Othon Ier, empereur

        - Adélaïde
× Louis III l'Aveugle, empereur

      - Adélaïde
× Richard le Justicier, duc de Bourgogne

### Welf souabes
- Henri (documenté en 900), petit-fils de Welf II (?)
  - Rodolphe Ier (documenté en 935)
    - Rodolphe II
× Ita d'Öhningen, fille du duc Conrad Ier de Souabe (Conradiens)
      - Henri (mort v. 1000)
      - Welf II d'Altdorf (mort en 1030), comte
× Imiza, fille du comte Frédéric de Luxembourg
        - Welf III d'Altdorf (mort en 1055), duc de Carinthie et margrave de Vérone
        - Cunégonde (morte v. 1055)
× Alberto Azzo II d'Este (maison d'Este), ancêtre de la Seconde maison Welf

      - Richlinde (mort en 1045)
× Albert II, comte d'Ebersberg

  - Conrad le Saint (mort en 975), évêque de Constance
  - Eticho

## Guelfes
La dynastie des Welf est à l'origine d'une faction politique italienne, celle des Guelfes, qui soutient la papauté, contrairement aux partisans de l'empereur d'Allemagne, les Gibelins.